# Erigone jaegeri
Erigone jaegeri är en spindelart som beskrevs av Baehr 1984. Erigone jaegeri ingår i släktet Erigone och familjen täckvävarspindlar. Inga underarter finns listade i Catalogue of Life.